# Paepalanthus mexiae
Paepalanthus mexiae är en gräsväxtart som beskrevs av Harold Norman Moldenke. Paepalanthus mexiae ingår i släktet Paepalanthus och familjen Eriocaulaceae. Inga underarter finns listade i Catalogue of Life.